# Eupithecia extremata
Eupithecia extremata is een vlinder uit de familie spanners (Geometridae). De wetenschappelijke naam is voor het eerst geldig gepubliceerd in 1787 door Fabricius.
De soort komt voor in Europa.